# Хосе Алберто Коста
Хосе Алберто Коста (Порто, 31. октобар 1953) бивши је португалски фудбалер.

## Каријера
Током каријере је играо за Порто, Виторија Гимараис, Маритимо и многе друге клубове.

## Репрезентација
За репрезентацију Португалије дебитовао је 1978. године. За тај тим је одиграо 24 утакмице и постигао 1 гол.

## Статистика
| Португалија | Португалија | Португалија |
| Година      | Наступи     | Голови      |
| ----------- | ----------- | ----------- |
| 1978.       | 5           | 1           |
| 1979.       | 3           | 0           |
| 1980.       | 4           | 0           |
| 1981.       | 7           | 0           |
| 1982.       | 1           | 0           |
| 1983.       | 4           | 0           |
| Укупно      | 24          | 1           |

## Највећи успеси (као играч)

### Порто
- Првенство Португала (2) : 1978/79, 1984/85.
- Куп Португала (1) : 1983/84.
- Суперкуп Португала (3) : 1981, 1983, 1984.
- Куп победника купова : финале (1983/84).

### Индивидуална признања
- Играч године у Португалу (1) : 1979.